# José Andrade da Cruz
José Andrade da Cruz (* 15. August 1956 in Bobonaro, Portugiesisch-Timor), Kampfname Buregol (Bure Gol), ist ein ehemaliger Unabhängigkeitsaktivist und Politiker aus Osttimor. Er ist Mitglied der FRETILIN.

## Werdegang
Bis 1999 lebte Cruz in Bobonaros Hauptstadt Maliana mit seiner Frau und den beiden Kindern. Er war Büroangestellter. Während der Gewaltwelle im Vorfeld des Unabhängigkeitsreferendums in Osttimor wurde auch Cruz bedroht, da er sich für die Unabhängigkeit Osttimors von Indonesien engagierte und ein führendes lokales Mitglied des CNRT war. Am 22. März wurde Cruz von indonesischen Soldaten verhaftet. Auf der Fahrt durch Maliana riefen die Soldaten, Cruz sei der Führer der FRETILIN in Maliana und dass sie ihn und seine Familie töten würden. Cruz wurde geschlagen und getreten. Dann fuhr man ihn wieder in sein Haus, das geplündert wurde. Zurück im Stützpunkt wurde Cruz vom lokalen Kommandanten verhört. Unter Todesdrohungen forderte dieser, dass Cruz falsche Gerüchte verbreiten sollte, um Ängste in der Bevölkerung zu schüren. Er erklärte schließlich zu verbreiten, dass Zivilisten, die einige Tage zuvor von indonesischen Soldaten ermordet wurden, in Wahrheit von FALINTIL-Kämpfern getötet worden seien. Eine Aussage von Cruz diesbezüglich wurde aufgenommen, danach wurde er wieder in das Gefängnis gebracht. Zwei Tage später wurde Cruz in ein Krankenhaus zur Behandlung seiner Verletzungen gebracht, wo er einem Mitarbeiter des Roten Kreuzes von den Umständen seiner Inhaftierung berichten konnte. Menschenrechtsaktivisten, Journalisten, Studenten und Kollegen besuchten Cruz und da immer mehr Menschen von seiner Situation wussten, wurde er am 6. April aus der Haft entlassen. Doch Soldaten drohten, wenn er nach Hause gehen würde, werde man ihn töten, so dass Cruz in der Kirche von Maliana Zuflucht suchte. Am 12. April zerstörten indonesische Soldaten und pro-indonesische Milizen 27 Häuser in Maliana, darunter auch das von Cruz. Die gesamte Habe wurde gestohlen. Seine Familie floh in eine Polizeistation. Cruz stieß zu ihnen am Tag darauf. Erst am 1. August traute sich Cruz zu den Ruinen seines Hauses zu gehen, wo er auf den indonesischen Kommandanten traf, der ihn erneut bedrohte und drängte für die Indonesier zu arbeiten. Den gesamten August folgten weitere Einschüchterungsversuche und Gewalttaten der Indonesier gegen die Einwohner von Maliana. Am 29. August versteckte sich Cruz in einem Auto, das ihn in die osttimoresische Hauptstadt Dili brachte, wo er sich unter Schutz der UNAMET begab, die ihn am 14. September nach Darwin ausflog. In Australien bat er um Asyl.
Bei den Wahlen zur Verfassunggebenden Versammlung am 30. August 2001 gewann Cruz das Direktmandat des Distrikts Bobonaro mit 60,34 % der Stimmen.
Mit der Unabhängigkeit Osttimors am 20. Mai 2002 wurde die Versammlung zum Nationalparlament und Cruz Abgeordneter. Bei den Neuwahlen im Juni 2007 trat Cruz nicht mehr an.

## Auszeichnungen
Am 13. Mai 2008 wurde Cruz der Ordem Nicolau Lobato verliehen.

## Veröffentlichungen
- Livru tradisaun aiassa Bunak Bobonaro, Timor Aid 2008.